# Leucodynerus samiatus
Leucodynerus samiatus är en stekelart som beskrevs av Richard Mitchell Bohart 1982. Leucodynerus samiatus ingår i släktet Leucodynerus och familjen Eumenidae. Inga underarter finns listade i Catalogue of Life.